# Licania cruegeriana
Licania cruegeriana är en tvåhjärtbladig växtart som beskrevs av Ignatz Urban. Licania cruegeriana ingår i släktet Licania och familjen Chrysobalanaceae. Inga underarter finns listade i Catalogue of Life.